# Campionati del mondo di corsa su strada
I Campionati del mondo di corsa su strada (nome ufficiale in inglese World Athletics Road Running Championships) sono una competizione internazionale di corsa su strada organizzata dalla World Athletics. Fin dall'edizione inaugurale integra all'interno del programma i campionati del mondo di mezza maratona.
Consiste in quattro competizioni (di cui una a squadre), sia al maschile che al femminile, in cui si assegnano i titoli mondiali delle seguenti distanze: miglio, 5 km, mezza maratona (individuale e a squadre).
La manifestazione, la cui prima edizione si terrà a Riga nel 2023, avrà cadenza annuale dall'edizione 2025.

## Edizioni
| Edizione | Anno | Città      | Nazione     | Data       |
| -------- | ---- | ---------- | ----------- | ---------- |
| 1        | 2023 | Riga       | Lettonia    | 1º ottobre |
| 2        | 2025 | San Diego  | Stati Uniti |            |
| 3        | 2026 | Copenaghen | Danimarca   |            |
| 4        | 2027 | Yangzhou   | Cina        |            |